# Дискографија Цеце
Дискографија српске певачице Цеце се састоји од шеснаест студијских албума, десет компилацијских албума, шест лајв-албума, два ремикса-лбума и дванаест дуета.

## Студијски албуми
| Година | Назив                         |
| ------ | ----------------------------- |
| 1988.  | Цветак зановетак              |
| 1989.  | Лудо срце                     |
| 1990.  | Пустите ме да га видим        |
| 1991.  | Бабарога                      |
| 1993.  | Шта је то у твојим венама     |
| 1994.  | Ја још спавам у твојој мајици |
| 1995.  | Фатална љубав                 |
| 1996.  | Емотивна луда                 |
| 1997.  | Маскарада                     |
| 1999.  | Цеца 2000                     |
| 2001.  | Деценија                      |
| 2004.  | Горе од љубави                |
| 2006.  | Идеално лоша                  |
| 2011.  | Љубав живи                    |
| 2013.  | Позив                         |
| 2016.  | Аутограм                      |

## Дуети
| Година | Назив                                                   |                                  |
| ------ | ------------------------------------------------------- | -------------------------------- |
| 1992.  | У сну љубим медна уста (дует са Драганом Којићем Кебом) |                                  |
| 1992.  | Нећу против друга свога (дует са Радетом Шербеџијом)    |                                  |
| 1994.  | Ко на грани јабука (дует са Жељком Шашићем)             |                                  |
| 1994.  | Не рачунај на мене (дует са Миром Шкорић)               |                                  |
| 1999.  | Другарице ( са групом Луна )                            | Црни снег (дует са Ацом Лукасом) |
| 2007.  | Време за љубав истиче (дует са Оливером Мандићем)       |                                  |
| 2014.  | Не заносим се ја (дует са Ацом Лукасом)                 |                                  |
| 2017.  | Метар одавде (дует са Тропико бендом)                   |                                  |
| 2017.  | Лажов ноторни (дует са Сашом Матићем)                   |                                  |
| 2024.  | Не рачунај на мене (нова верзија са Мајом Беровић)      |                                  |
| 2024.  | Више од среће (са Жељком Јоксимовићем)                  |                                  |
| 2024.  | Мушкарчина (са Војажем)                                 |                                  |

## Остале снимљене песме
| Година |                                                                                    |
| ------ | ---------------------------------------------------------------------------------- |
| 1989.  | Забранићу срцу да те воли (компилација Жељо једина/Имала си среће Милоша Бојанића) |
| 1990.  | Хеј љубави љубави (албум Мирко Кодић)                                              |
| 1991.  | Мој драгане што ме заборављаш (Фолк мајстори)                                      |
| 1994.  | Секси ритам (са Џејем Рамадановским) Празнични диско фолк ВХС                      |
| 1995.  | Кукавица, девојко вештице (14-то Посело године ревијални програм ВХС)              |
| 2004.  | Рађајте децу (сингл на дечијем албуму Деца су наше највеће благо)                  |
| 2007.  | Не иди од мене злато моје (са Миром Шкорић, ТВ Пинк)                               |
| 2007.  | Сплет народних песама (са Николом Роквићем и Банетом Мојићевићем, Тв Пинк)         |
| 2009.  | Ко на грани јабука (са Слободаном Васићем, Звезде гранда дуети)                    |
| 2015.  | Пустите ме да га видим (ДВД концерт Зорице Брунцлик)                               |
| 2022.  | Другарице (са Анастасијом Ражнатовић) Новогодишњи програм ТВ Пинк                  |
| 2022.  | Ђурђевдан (са Гораном Бреговићем) РТС                                              |
| 2024.  | За крај (саундтрак филма Недеља)                                                   |

## Ремикс-албуми
| Година | Назив       |
| ------ | ----------- |
| 2005.  | Лондон микс |
| 2012.  | Ц-клуб      |

## Компилацијски албуми
| Година | Назив                  |
| ------ | ---------------------- |
| 1990.  | Пустите ме да га видим |
| 1994.  | Хитови                 |
| 1999.  | Цеца и пријатељи       |
| 2001.  | Хитови 1               |
| 2001.  | Хитови 2               |
| 2003.  | Хитови 3               |
| 2003.  | Баладе                 |
| 2007.  | Хитови 01              |
| 2007.  | Хитови 02              |
| 2007.  | Хитови 03              |

## Лајв-албуми
| Година | Назив             |
| ------ | ----------------- |
| 1990.  | То Мики           |
| 1991.  | Бабарога          |
| 1993.  | Кукавица          |
| 1995.  | Хала Пионир       |
| 2002.  | Маракана          |
| 2006.  | Цеца Ушће Београд |

## Музички спотови
| Видео-спот                | Год. | Режисер             |
| ------------------------- | ---- | ------------------- |
| Цветак зановетак          | 1988 | —                   |
| Забранићу срцу да те воли | 1989 | —                   |
| То, Мики                  | 1990 | —                   |
| Пустите ме да га видим    | 1990 | —                   |
| Ципелице                  | 1990 | —                   |
| Лако је теби              | 1990 | —                   |
| Све у своје време         | 1990 | —                   |
| Не дај ме                 | 1990 | —                   |
| Ех, тешко мени            | 1990 | —                   |
| Бабарога                  | 1991 | —                   |
| Волим те                  | 1991 | —                   |
| Избриши, ветре, траг      | 1991 | —                   |
| Хеј, вршњаци              | 1991 | —                   |
| Сто пут’ сам се заклела   | 1991 | —                   |
| Да си некад до бола волео | 1991 | —                   |
| Не куни, мајко            | 1991 | —                   |
| Бивши                     | 1991 | —                   |
| Мокра трава               | 1991 | —                   |
| Кукавица                  | 1993 | —                   |
| Шта је то у твојим венама | 1993 | —                   |
| Опрости ми сузе           | 1993 | —                   |
| Жарила сам жар            | 1993 | —                   |
| Заборави                  | 1993 | —                   |
| Не рачунај на мене        | 1994 | —                   |
| Нећу да будем к’о машина  | 1994 | —                   |
| Ко некад у осам           | 1994 | —                   |
| Ко на грани јабука        | 1994 | —                   |
| Није монотонија           | 1995 | Дејан Милићевић     |
| Знам                      | 1995 | Дејан Милићевић     |
| Иди док си млад           | 1995 | Дејан Милићевић     |
| Фатална љубав             | 1995 | Дејан Милићевић     |
| Београд                   | 1995 | Дејан Милићевић     |
| Неодољив-неумољив         | 1996 | Дејан Милићевић     |
| Неваљала                  | 1997 | Дејан Милићевић     |
| Доказ                     | 1999 | Дејан Милићевић     |
| Црвено                    | 2000 | Дејан Милићевић     |
| Забрањени град            | 2001 | —                   |
| Брука                     | 2002 | —                   |
| Драгане мој               | 2002 | CODE                |
| 39,2                      | 2002 | CODE                |
| Горе од љубави            | 2004 | —                   |
| Трула вишња               | 2005 | —                   |
| Лепи громе мој            | 2006 | —                   |
| Расуло                    | 2011 | Милош Надаждин      |
| Да раскинем са њом        | 2013 | Милош Надаждин      |
| Турбулентно               | 2013 | Милош Надаждин      |
| Добро сам прошла          | 2015 | Милош Надаждин      |
| Невиност                  | 2017 | TOXIC ENTERTAINMENT |
| Анђео другог реда         | 2017 | TOXIC ENTERTAINMENT |
| Лажов ноторни             | 2017 | Дејан Милићевић     |
| Више од љубави            | 2024 | Милош Надаждин      |
| Мушкарчина                | 2024 | Немања Новаковић    |